# Las Estrellas
Las Estrellas (anteriormente, El Canal de las Estrellas y también conocido simplemente como Canal 2) es una cadena de televisión mexicana propiedad de TelevisaUnivision. Su primera emisión oficial fue el 21 de marzo de 1951. Transmite en señal abierta en todo el territorio mexicano a través de una red de 129 estaciones retransmisoras concesionadas a la empresa Televimex, S.A. de C.V., de Grupo Televisa (principal accionista y propietaria de TelevisaUnivision), 2 estaciones asociadas y 1 retransmisora por multiprogramación.
Se considera que es el canal de televisión de mayor audiencia en el territorio mexicano y es el principal canal de Grupo Televisa. Es la cadena de televisión nacional mexicana más antigua, y fue su estación de origen XEW-TV, la segunda estación más antigua de México, solo por detrás de XHTV-TDT.
Su programación consiste principalmente en telenovelas, concursos de televisión, programas de comedia, programas deportivos y noticieros. Los fines de semana transmite películas, reality shows, programación infantil, eventos especiales (conciertos, premiaciones) y ocasionalmente, los episodios finales de las telenovelas principales (transmitido simultáneamente para estaciones principales de la red Televisa Regional). Además de esto, los fines de semana, se transmiten partidos importantes de fútbol mexicano y en algunas ocasiones, se han transmitido funciones de box.

## Historia
XEW-TV surge como derivación de la exitosa radiodifusora XEW (la cual continúa en la actualidad emitiendo en AM y FM), emulando lo que las radiodifusoras estadounidenses, NBC y CBS hicieron con la llegada de la televisión.
Comenzó sus transmisiones el 21 de marzo de 1951, siendo apenas la segunda concesión de televisión en la República Mexicana, solamente precedido por el Canal 4 XHTV. La concesión fue para la empresa Televimex, propiedad de Emilio Azcárraga Vidaurreta.
La primera transmisión fue de un partido de béisbol desde el Parque Delta, posteriormente conocido como Parque del Seguro Social, en la Ciudad de México. En esa transmisión estuvo: Roberto De la Rosa (camarógrafo), Roberto Kenny (productor), Germán Adalid (asistente) y Pedro Septien 'El mago' (narración).
El canal inicialmente se aloja en Televicentro, muy cerca del Centro Histórico de la Ciudad de México. A pesar de que el edificio de Televicentro se inauguró hasta el 12 de enero de 1952, el canal 2 inició transmisiones con las obras aún en desarrollo. La empresa General Electric aportó los técnicos que inicialmente pusieron en funcionamiento el canal de televisión.
En 1985 nace su nombre "El Canal de las Estrellas" por el repertorio de actores, actrices y celebridades que aparecían en el canal. En 1997 tras el fallecimiento de Emilio Azcárraga Milmo se realizaron varias reestructuraciones, y con estas, el cambio de la imagen del canal.
Para el mes de agosto de 2016 Televisa anuncia que se realizará una reestructuración en el canal, entre ello, un cambio en su nombre, donde el canal se denominaría ahora como Las Estrellas, y con ello un cambio de imagen y logotipo. Estos cambios vienen a la par con los anuncios anteriores sobre un cambio en la barra de noticias. El reestructuramiento se cumple el 22 de agosto del mismo año a las 02:20 h de México al iniciar el programa Veredicto final, para ese mismo día habría diversos cambios, entre ellos, nuevos presentadores, nuevos programas y nuevo horario, todo esto junto al nuevo logo y nombre del canal.

Logo utilizado desde 23 de agosto de 2006 hasta el 4 de marzo de 2014

## Retransmisión por televisión abierta
En México, por disposición oficial, el canal virtual asignado para esta cadena es el 2.1, con la excepción de XHUAA-TDT que tiene asignado el canal 19.1 de manera provisional, debido a que el canal virtual 2.1 está siendo utilizado en estaciones de los Estados Unidos, y cuyas señales llegan a México, impidiendo su uso.
| Distintivo | Canal digital | Poblaciones obligatorias a servir                                                             |
| ---------- | ------------- | --------------------------------------------------------------------------------------------- |
| XEW-TDT    | 32            | Ciudad de México y área metropolitana.                                                        |
| XHEBC-TDT  | 26            | Ensenada, Baja California.                                                                    |
| XHBM-TDT   | 34            | Mexicali, Baja California.                                                                    |
| XHUAA-TDT  | 22            | Tijuana, Baja California.                                                                     |
| XHCBC-TDT  | 30            | Ciudad Constitución, Baja California Sur.                                                     |
| XHGWT-TDT  | 26            | Guerrero Negro, Baja California Sur.                                                          |
| XHLPT-TDT  | 28            | La Paz, Baja California Sur.                                                                  |
| XHSJT-TDT  | 27            | San José del Cabo, Baja California Sur.                                                       |
| XHCPA-TDT  | 34            | Campeche, Campeche.                                                                           |
| XHCDC-TDT  | 22            | Ciudad del Carmen, Campeche.                                                                  |
| XHEFT-TDT  | 21            | Escárcega, Campeche.                                                                          |
| XHCIC-TDT  | 34            | Cintalapa, Chiapas.                                                                           |
| XHCMZ-TDT  | 23            | Comitán de Domínguez, Chiapas.                                                                |
| XHHUC-TDT  | 32            | Huehuetán/Acapetahua, Chiapas.                                                                |
| XHOCC-TDT  | 32            | Ocosingo, Chiapas.                                                                            |
| XHSCC-TDT  | 16            | San Cristóbal de las Casas, Chiapas.                                                          |
| XHAA-TDT   | 23            | Tapachula, Chiapas.                                                                           |
| XHWVT-TDT  | 32            | Tonalá, Chiapas.                                                                              |
| XHTUA-TDT  | 29            | Tuxtla Gutiérrez, Chiapas.                                                                    |
| XHVAC-TDT  | 28            | Venustiano Carranza, Chiapas.                                                                 |
| XHVFC-TDT  | 26            | Villaflores, Chiapas.                                                                         |
| XHFI-TDT   | 26            | Chihuahua, Chihuahua.                                                                         |
| XHCHC-TDT  | 36            | Ciudad Camargo, Chihuahua.                                                                    |
| XHCCH-TDT  | 36            | Ciudad Cuauhtémoc, Chihuahua.                                                                 |
| XHDEH-TDT  | 33            | Ciudad Delicias, Chihuahua.                                                                   |
| XHBU-TDT   | 33            | Ciudad Jiménez, Chihuahua.                                                                    |
| XEPM-TDT   | 29            | Ciudad Juárez, Chihuahua.                                                                     |
| XHMAC-TDT  | 29            | Ciudad Madera, Chihuahua.                                                                     |
| XHHPT-TDT  | 26            | Hidalgo del Parral, Chihuahua.                                                                |
| XHNCG-TDT  | 27            | Nuevo Casas Grandes, Chihuahua.                                                               |
| XHOCH-TDT  | 15            | Ojinaga, Chihuahua.                                                                           |
| XHBVT-TDT  | 35            | San Buenaventura, Chihuahua.                                                                  |
| XHSAC-TDT  | 34            | Santa Bárbara, Chihuahua.                                                                     |
| XHAMC-TDT  | 34            | Ciudad Acuña, Coahuila.                                                                       |
| XHWDT-TDT  | 35            | Ciudad Allende, Coahuila.                                                                     |
| XHMOT-TDT  | 35            | Monclova, Coahuila.                                                                           |
| XHRDC-TDT  | 23            | Nueva Rosita, Coahuila.                                                                       |
| XHPAC-TDT  | 22            | Parras de la Fuente, Coahuila.                                                                |
| XHPNT-TDT  | 30            | Piedras Negras, Coahuila.                                                                     |
| XHO-TDT    | 20            | Torreón, Coahuila.                                                                            |
| XHTEC-TDT  | 23            | Armería, Colima.                                                                              |
| XHBZ-TDT   | 16            | Colima, Colima.                                                                               |
| XHIOC-TDT  | 21            | Isla Socorro, Colima.                                                                         |
| XHDI-TDT   | 21            | Durango, Durango.                                                                             |
| XHLGT-TDT  | 27            | León, Guanajuato.                                                                             |
| XHAP-TDT   | 32            | Acapulco, Guerrero.                                                                           |
| XHCK-TDT   | 20            | Chilpancingo, Guerrero.                                                                       |
| XHIGG-TDT  | 26            | Iguala, Guerrero.                                                                             |
| XHIZG-TDT  | 27            | Ixtapa-Zihuatanejo, Guerrero.                                                                 |
| XHOMT-TDT  | 26            | Ometepec, Guerrero.                                                                           |
| XHTGG-TDT  | 34            | Tecpan, Guerrero.                                                                             |
| XHTWH-TDT  | 34            | Tulancingo, Hidalgo.                                                                          |
| XHATJ-TDT  | 36            | Atotonilco, Jalisco.                                                                          |
| XHANT-TDT  | 32            | Autlán, Jalisco.                                                                              |
| XHGA-TDT   | 24            | Guadalajara, Jalisco.                                                                         |
| XHLBU-TDT  | 25            | La Barca, Jalisco.                                                                            |
| XHPVT-TDT  | 36            | Puerto Vallarta, Jalisco.                                                                     |
| XHTM-TDT   | 36            | Altzomoni, México. Pachuca, Hidalgo. Puebla, Puebla. Cuernavaca, Morelos. Tlaxcala, Tlaxcala. |
| XHTOL-TDT  | 19            | Toluca, México.                                                                               |
| XHAPN-TDT  | 25            | Apatzingán, Michoacán.                                                                        |
| XHCHM-TDT  | 21            | Ciudad Hidalgo, Michoacán.                                                                    |
| XHLBT-TDT  | 30            | Lázaro Cárdenas, Michoacán.                                                                   |
| XHLRM-TDT  | 31            | Los Reyes de Salgado, Michoacán.                                                              |
| XHPUM-TDT  | 25            | Puruándiro, Michoacán.                                                                        |
| XHSAM-TDT  | 14            | Sahuayo y Jiquilpan, Michoacán.                                                               |
| XHURT-TDT  | 30            | Uruapan, Michoacán.                                                                           |
| XHZMT-TDT  | 29            | Zamora, Michoacán.                                                                            |
| XHZIM-TDT  | 36            | Zinapécuaro, Michoacán.                                                                       |
| XHZMM-TDT  | 25            | Zitácuaro, Michoacán.                                                                         |
| XHACN-TDT  | 32            | Acaponeta y Tecuala, Nayarit.                                                                 |
| XHIMN-TDT  | 23            | Islas Marías, Nayarit.                                                                        |
| XHSEN-TDT  | 18            | Peñitas, Nayarit.                                                                             |
| XHTEN-TDT  | 28            | Tepic, Nayarit.                                                                               |
| XHX-TDT    | 23            | Monterrey, Nuevo León. Saltillo, Coahuila.                                                    |
| XHHLO-TDT  | 31            | Huajuapan, Oaxaca.                                                                            |
| XHPAO-TDT  | 21            | Juchitán y Palma Sola, Oaxaca.                                                                |
| XHMIO-TDT  | 23            | Miahuatlán, Oaxaca.                                                                           |
| XHBN-TDT   | 29            | Oaxaca, Oaxaca.                                                                               |
| XHPNO-TDT  | 32            | Pinotepa Nacional, Oaxaca.                                                                    |
| XHPAT-TDT  | 36            | Puerto Ángel, Oaxaca.                                                                         |
| XHPET-TDT  | 31            | Puerto Escondido, Oaxaca.                                                                     |
| XHZAP-TDT  | 20            | Zacatlán, Puebla.                                                                             |
| XHZ-TDT    | 32            | Querétaro, Querétaro.                                                                         |
| XHCCN-TDT  | 21            | Cancún, Quintana Roo.                                                                         |
| XHCHF-TDT  | 27            | Chetumal, Quintana Roo.                                                                       |
| XHCOQ-TDT  | 30            | Cozumel, Quintana Roo.                                                                        |
| XHCDV-TDT  | 30            | Ciudad Valles, San Luis Potosí.                                                               |
| XHMTS-TDT  | 29            | Matehuala, San Luis Potosí.                                                                   |
| XHSLA-TDT  | 31            | San Luis Potosí y Rio Verde, San Luis Potosí.                                                 |
| XHTAT-TDT  | 29            | Tamazunchale, San Luis Potosí.                                                                |
| XHBT-TDT   | 23            | Culiacán, Sinaloa.                                                                            |
| XHBS-TDT   | 25            | Los Mochis, Sinaloa. Ciudad Obregón, Sonora.                                                  |
| XHOW-TDT   | 25            | Mazatlán, Sinaloa.                                                                            |
| XHAPT-TDT  | 17            | Agua Prieta, Sonora.                                                                          |
| XHSVT-TDT  | 35            | Caborca, Sonora.                                                                              |
| XHCNS-TDT  | 34            | Cananea, Sonora.                                                                              |
| XHGST-TDT  | 20            | Guaymas, Sonora.                                                                              |
| XHHES-TDT  | 23            | Hermosillo, Sonora.                                                                           |
| XHMST-TDT  | 21            | Magdalena de Kino, Sonora.                                                                    |
| XHNOS-TDT  | 17            | Nogales, Sonora.                                                                              |
| XHPDT-TDT  | 22            | Puerto Peñasco, Sonora.                                                                       |
| XHLRT-TDT  | 32            | San Luis Río Colorado, Sonora.                                                                |
| XHFRT-TDT  | 27            | Frontera, Tabasco.                                                                            |
| XHUBT-TDT  | 31            | La Venta, Tabasco.                                                                            |
| XHTET-TDT  | 30            | Tenosique, Tabasco.                                                                           |
| XHVIZ-TDT  | 32            | Villahermosa, Tabasco.                                                                        |
| XHMBT-TDT  | 34            | Ciudad Mante, Tamaulipas.                                                                     |
| XHTK-TDT   | 31            | Ciudad Victoria, Tamaulipas.                                                                  |
| XHLUT-TDT  | 30            | La Rosita Villagrán, Tamaulipas.                                                              |
| XHLAR-TDT  | 29            | Nuevo Laredo, Tamaulipas.                                                                     |
| XHTAM-TDT  | 28            | Reynosa y Matamoros, Tamaulipas.                                                              |
| XHSFT-TDT  | 25            | San Fernando, Tamaulipas.                                                                     |
| XHSZT-TDT  | 32            | Soto la Marina, Tamaulipas.                                                                   |
| XHGO-TDT   | 17            | Tampico, Tamaulipas.                                                                          |
| XHCRT-TDT  | 18            | Cerro Azul, Veracruz.                                                                         |
| XHCV-TDT   | 24            | Coatzacoalcos, Veracruz.                                                                      |
| XHATV-TDT  | 35            | Santiago Tuxtla, Veracruz.                                                                    |
| XHAH-TDT   | 17            | Xalapa (Las Lajas), Veracruz.                                                                 |
| XHVTT-TDT  | 32            | Valladolid, Yucatán.                                                                          |
| XHJZT-TDT  | 22            | Jalpa, Zacatecas.                                                                             |
| XHNOZ-TDT  | 23            | Nochistlán, Zacatecas.                                                                        |
| XHSOZ-TDT  | 18            | Sombrerete, Zacatecas.                                                                        |
| XHTLZ-TDT  | 25            | Tlaltenango, Zacatecas.                                                                       |
| XHVAZ-TDT  | 22            | Valparaíso, Zacatecas.                                                                        |
| XHBD-TDT   | 16            | Zacatecas, Zacatecas. Aguascalientes, Aguascalientes.                                         |

- - Estaciones con canal virtual 19.1.

### Otras estaciones
| Distintivo | Canal digital | Canal virtual | Población                        | Notas |
| ---------- | ------------- | ------------- | -------------------------------- | --- |
| XEPM-TDT   | 29            | 2.2           | Ciudad Juárez, Chihuahua.        | Las Estrellas El Paso Transmite programación y anuncios comerciales locales para la zona de El Paso, Texas, EE. UU. |
| XERV-TDT   | 19            | 9.1           | Reynosa y Matamoros, Tamaulipas. | XERV 9. Utiliza la identidad/logo de Las Estrellas pero su programación es local. La estación XHTAM-TDT es la retransmisora de tiempo completo de Las Estrellas para la zona de Reynosa y Matamoros.                                                                                              |
| XHFM-TDT   | 24            | 2.1           | Veracruz, Veracruz.              | Estación de Tele Ver, propiedad de Televisa. Es retransmisor de tiempo completo de Las Estrellas por medio de la multiprogramación. |
| XHBF-TDT   | 27            | 2.1           | Navojoa, Sonora.                 | Televisa, a través de la tenedora, Televisión Independiente de México, es la empresa controladora con 51% de las acciones de la concesionaria,Televisora de Navojoa, S.A. de C.V. El 49% restante está en manos de los accionistas Guillermo Silva Alemán y Celsa Sánchez de Silva.               |
| XHTP-TDT   | 30            | 2.1           | Mérida, Yucatán.                 | Televisa, a través de la tenedora, Televisión Independiente de México, junto con Consorcio Garlav de Grupo SIPSE, son propietarias de la concesionaria de esta estación, Televisora Peninsular, S.A. de C.V.. Televisa es la empresa controladora con 51% de las acciones, SIPSE tiene el 32.98%. |
| XHKW-TDT   | 16            | 2.1           | Morelia, Michoacán.              | Afiliada a Las Estrellas hasta el 31 de diciembre de 2021. Estación propiedad de Grupo MarMor, conocida también como TV MarMor. |

## Señal internacional
Las Estrellas Internacional es la señal internacional del canal de origen mexicano, Las Estrellas. El canal va dirigido a la emisión de telenovelas y noticieros, a excepción de eventos en vivo.